# Dichocrocis loxophora
Dichocrocis loxophora là một loài bướm đêm trong họ Crambidae.